# Jubelperser
Als Jubelperser (in den Medien auch Prügelperser genannt) wurde eine Gruppe von rund 150 iranischen Staatsbürgern bezeichnet, die den Staatsbesuch des Schahs Mohammad Reza Pahlavi und seiner Frau Farah Pahlavi am 2. Juni 1967 in West-Berlin begleiteten. Die Gruppe bestand aus Mitarbeitern des iranischen Geheimdienstes SAVAK und von diesem angeheuerten Landsleuten, die als Pro-Schah-Demonstranten auftraten und unter Duldung der Polizei Berlin mit Gewalt gegen friedliche Gegendemonstranten vorgingen. Der Begriff ist als abwertende Bezeichnung für (üblicherweise gewaltlose) Claqueure, also bezahlte Applaudierer, in die deutsche Sprache eingegangen.

## Vorgänge am 2. Juni 1967
Die später in der Presse wegen ihres Vorgehens als Jubelperser bezeichnete Gruppe sollte Demonstranten abschirmen, die gegen die diktatorische Herrschaft des Schahs sowie gegen Folterung und Tötung politischer Gegner im Iran demonstrieren wollten, sowie als vermeintliche Gegendemonstranten dem Schah zujubeln und schließlich mit Gewalt gegen die Demonstranten vorgehen. Als die Jubelperser vor der Deutschen Oper Berlin mit Dachlatten, Knüppeln und Totschlägern auf deutsche Studenten losgingen, schaute die deutsche Polizei anfänglich nur zu und schritt nicht ein, später ging sie dann ebenfalls mit Gewalt gegen eingekesselte Studenten vor und ließ die Provokateure unbehelligt ziehen.
Der Großteil der Berliner Presse berichtete über die Ereignisse des 2. Juni 1967 ausschließlich als Gewaltausbrüche vonseiten der Studenten und stellte die Polizei lediglich als korrekt handelnde Opfer dar.